# Malanville
Malanville est une commune et une ville du Bénin située au nord-est du pays, au bord du fleuve Niger, à la frontière avec le Niger et à proximité de celle avec le Nigeria, au sein du département de l'Alibori. Elle est desservie par la route nationale inter-états 2 (RNIE 2).

## Histoire
Wolo, un village d'éleveurs et de pêcheurs situé au bord du Niger, est à l'origine de la localité qui s'étend progressivement. Son nom est alors Tassi qui signifie « sable » en zarma, désignant le soubassement sableux de l'endroit. Plusieurs quartiers se développent : Tassi-Zenon (« vieux Tassi »), Wouro Hesso, Tassi-Tédji (« nouveau Tassi »), Galiel, où vivent Dendi et Haoussa. Le commerce (bétail, poissons, oignons) avec les pays voisins, et notamment son marché, contribuent à sa notoriété. Avec Gaya, la ville nigérienne qui lui fait face de l'autre côté du fleuve, elle joue un rôle moteur dans l'espace transfrontalier.
Dans les années 1940 la localité abrite une garnison militaire et des fonctionnaires coloniaux. Les cases rondes traditionnelles sont remplacées par les maisons carrées typique du sud du Bénin.
Par la suite, la ville est renommée Malanville par le génie militaire qui s'y trouve en poste le jour de la mort d'Henri Malan (1869-1912), lieutenant-gouverneur français du Dahomey.

## Géographie

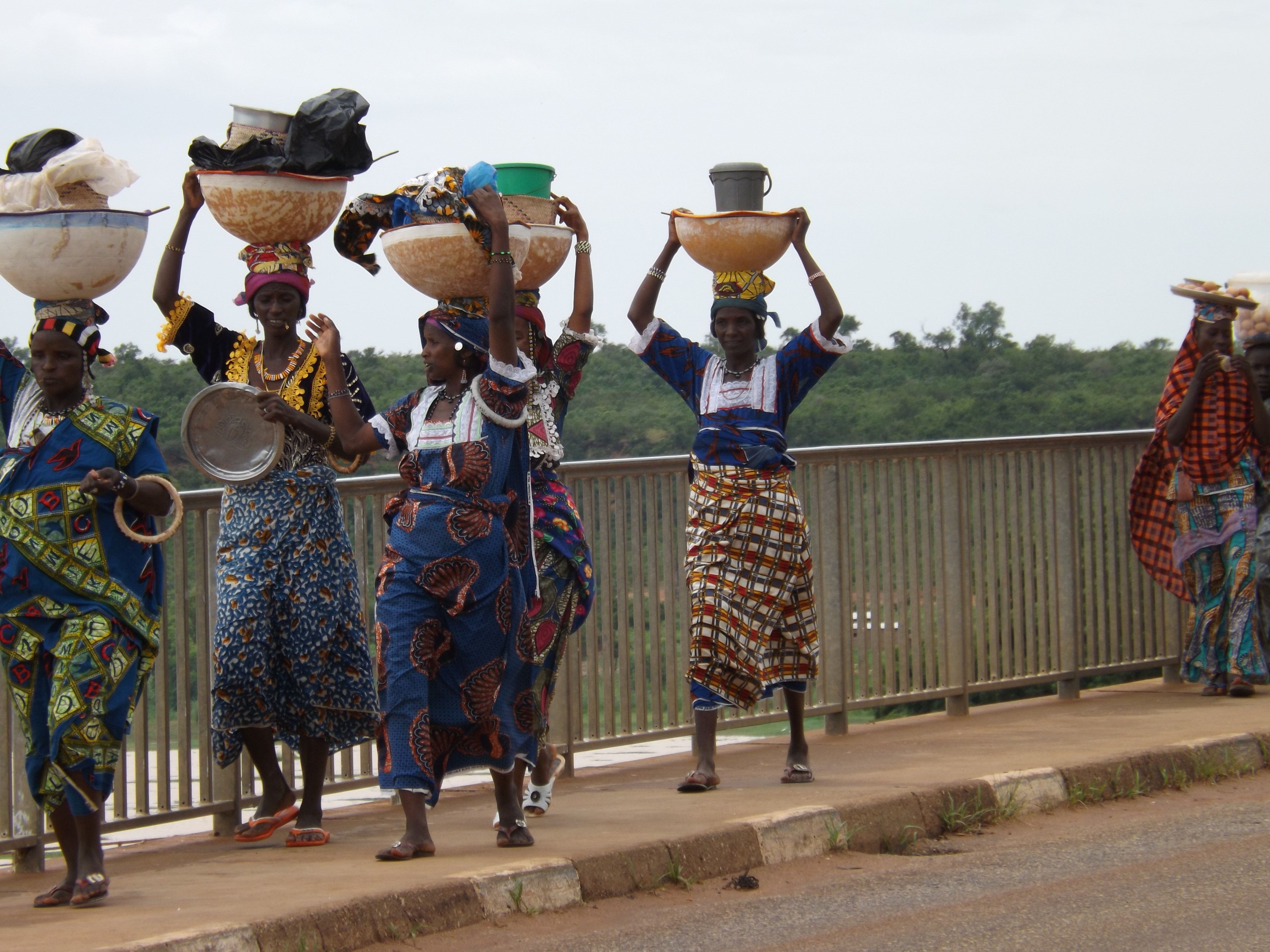
Femmes franchissant le pont sur le Niger.

### Relief et hydrographie
La ville s'est développée aux abords du fleuve Niger. 
Cette situation géographique, ainsi que la présence d'une route nationale, fait de Malanville un point de passage très important entre le Bénin et le Niger. Le 5 septembre 2018, le pont au-dessus du fleuve Niger, et emprunté par cette route, s'est effondré à la suite de fortes intempéries.

### Climat
Le climat est de type soudano-sahélien, avec une saison sèche qui s'étend de novembre à avril. Les précipitations sont d'environ 750 mm par an.

L'harmattan souffle de novembre à janvier, avec des écarts de température variant entre 16 et 25 °C.

### Végétation
La végétation de Malanville est celle de la savane arborée où prédominent les formations herbacées, qui abritent une faune variée (éléphants, buffles, léopards, hippotragues ou phacochères).
La forêt classée de Goungoun et celle de Boiffo (Guéné) se trouvent sur le territoire de la commune, de même que la zone cynégétique de la Djona, vers le village de Torozougou. 

Spécimens de Légumineuses collectés dans la commune.
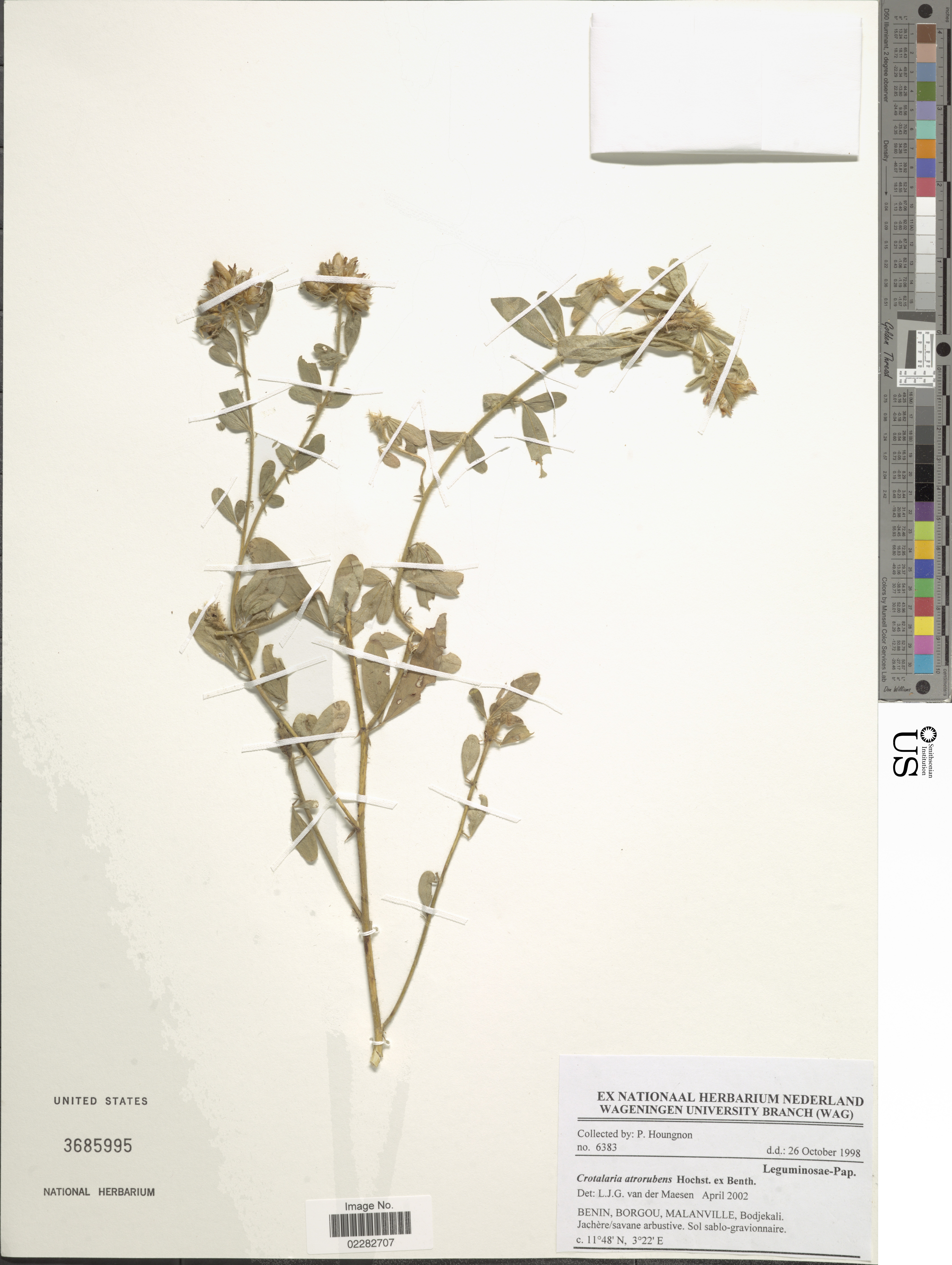
Crotalaria atrorubens (Bodjécali).
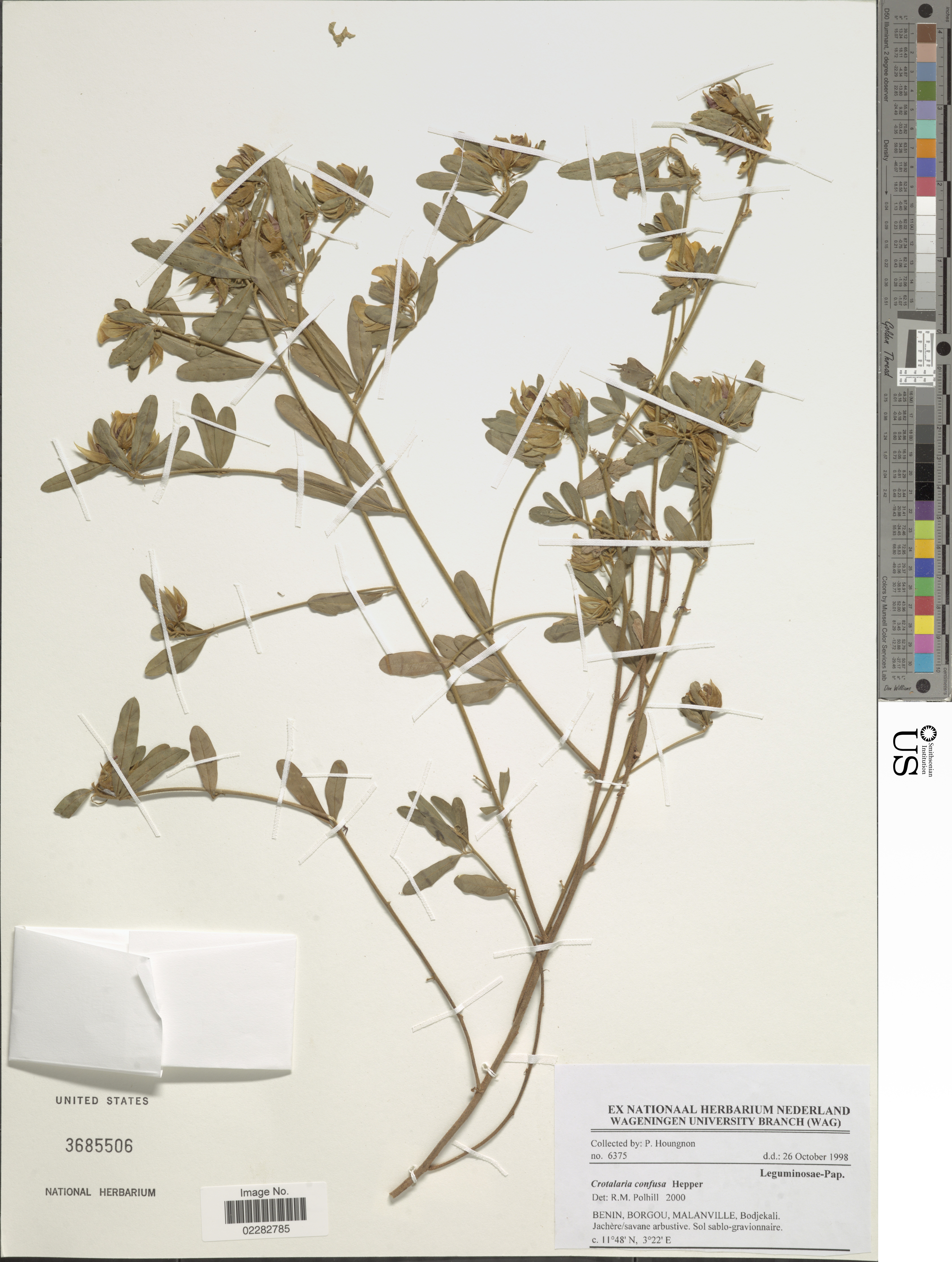
Crotalaria confusa (Bodjécali).
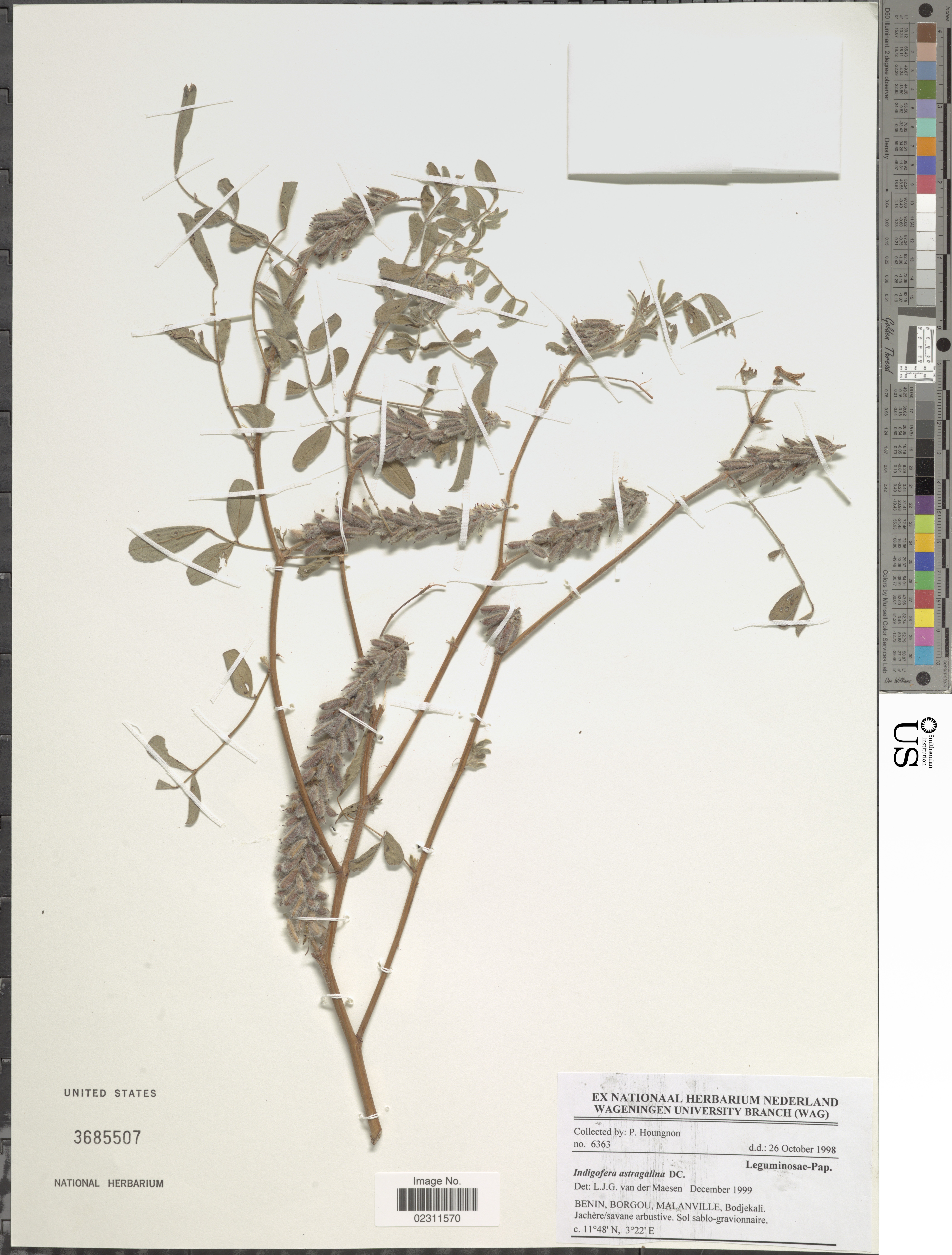
Indigofera astragalina (Bodjécali).
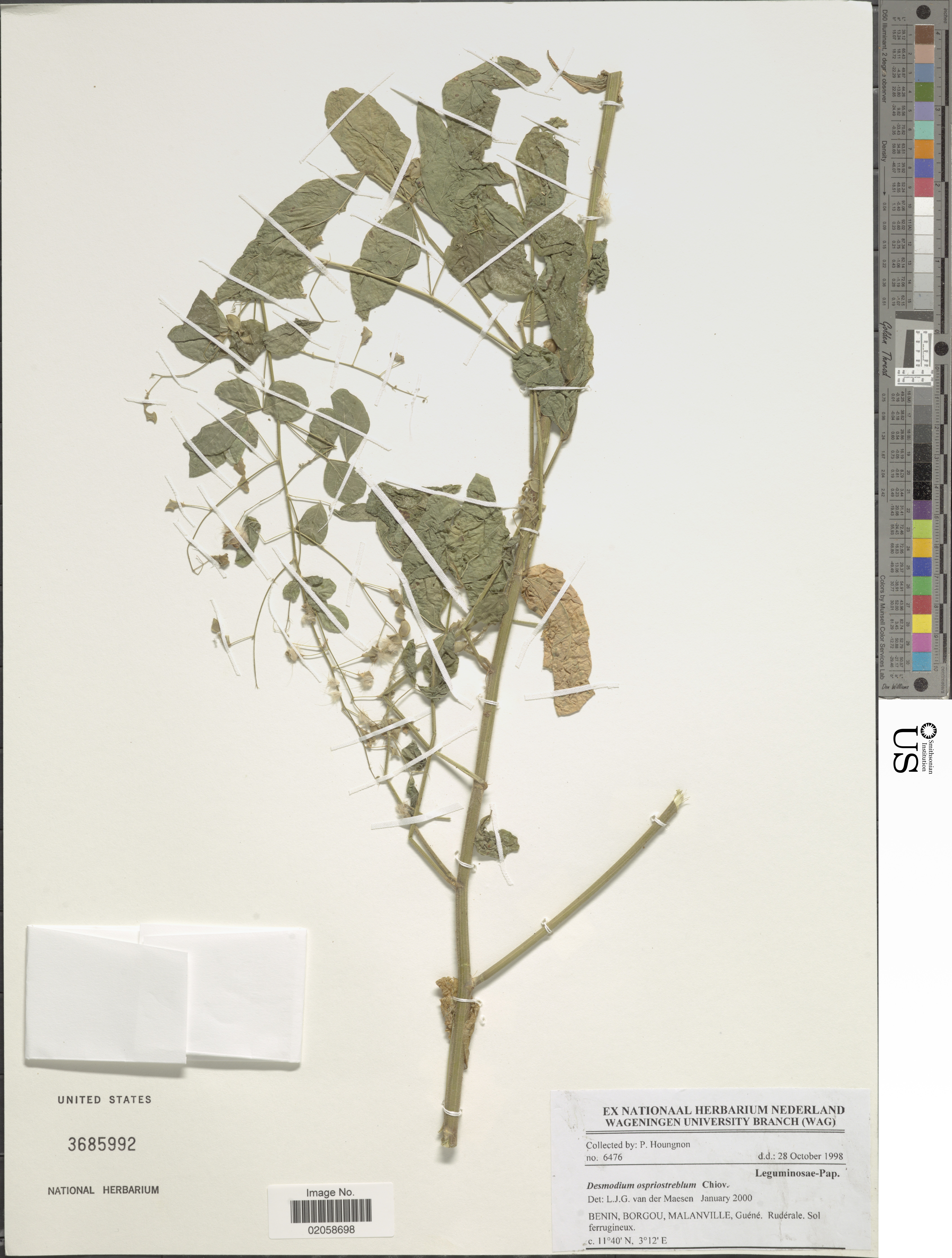
Desmodium ospriostreblum (Guéné).
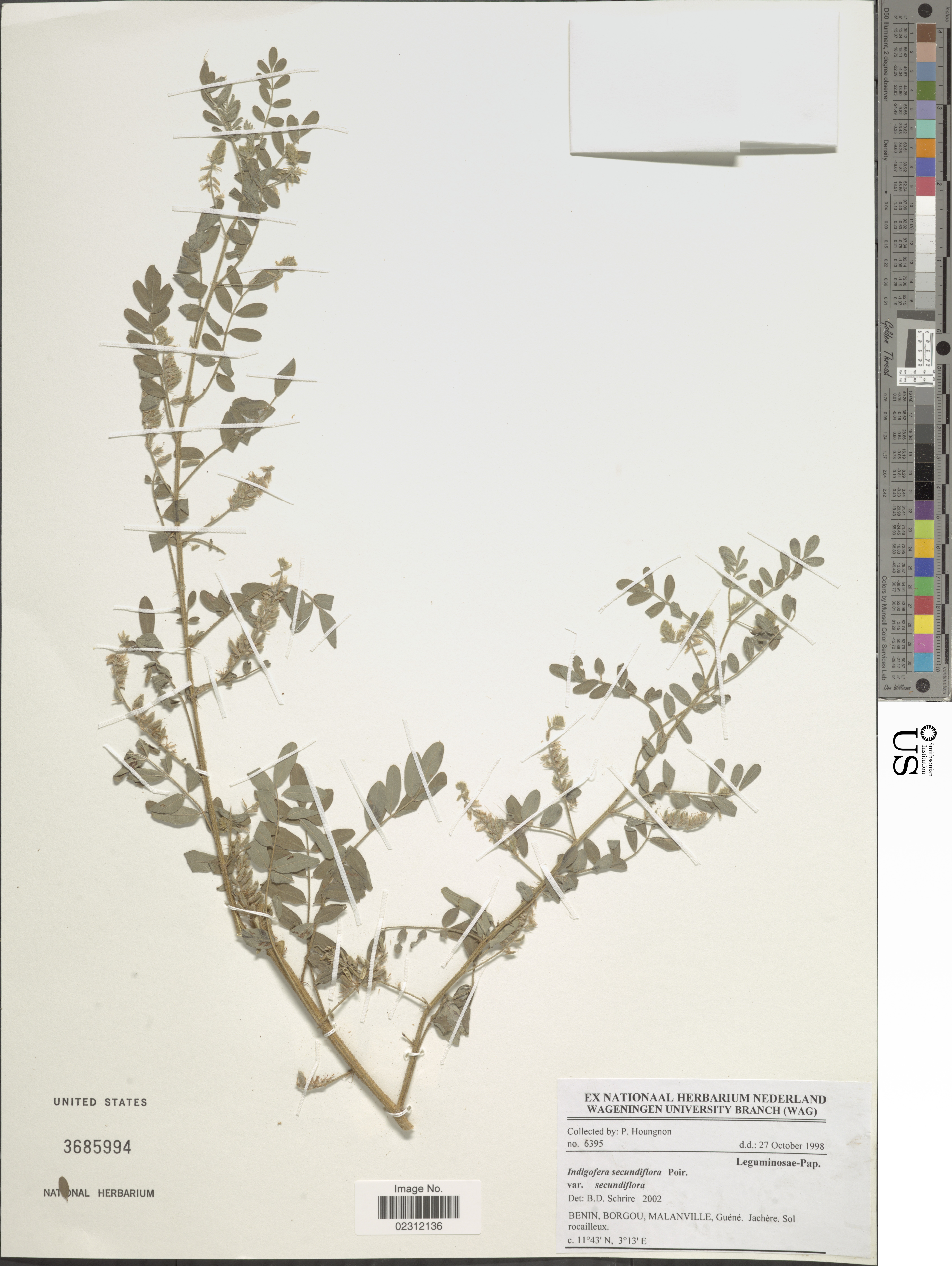
Indigofera secundiflora (Guéné).

### Population
La population de la commune de Malanville, qui compte cinq arrondissements, était d'environ 100 000 habitants en 2002 et de 168 641 habitants en 2013. La ville de Malanville compte quant à elle 60 806 habitants en 2015.
Les principales ethnies présentes dans la commune sont : Dendi, Peuls, Mokolé, Djerma, Haoussa, Nago, Yoruba, Bariba, Mina, Goun, Adja, Goun et Kotokoli.

## Administration
Gado Guidami, maire de la ville de Malanville

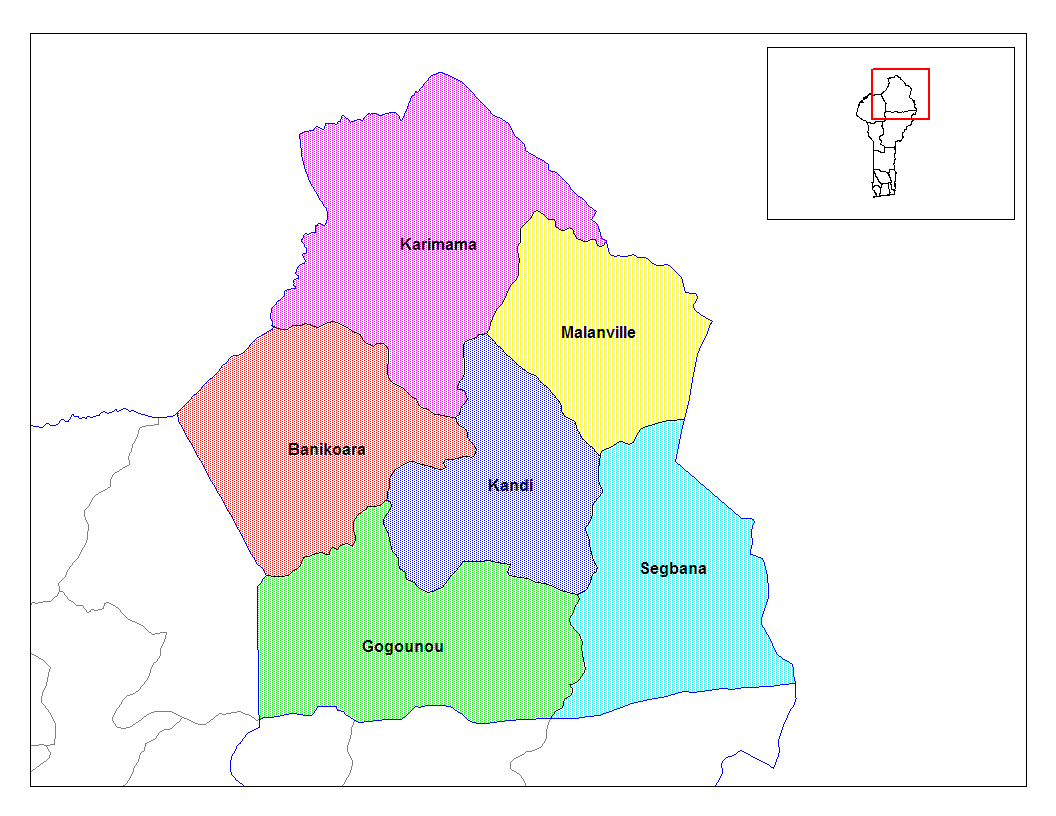
Territoire de Malanville dans le département d'Alibori

### Subdivision en arrondissements
- Malanville
- Guéné
- Garou
- Madécali
- Toumboutou

## Économie

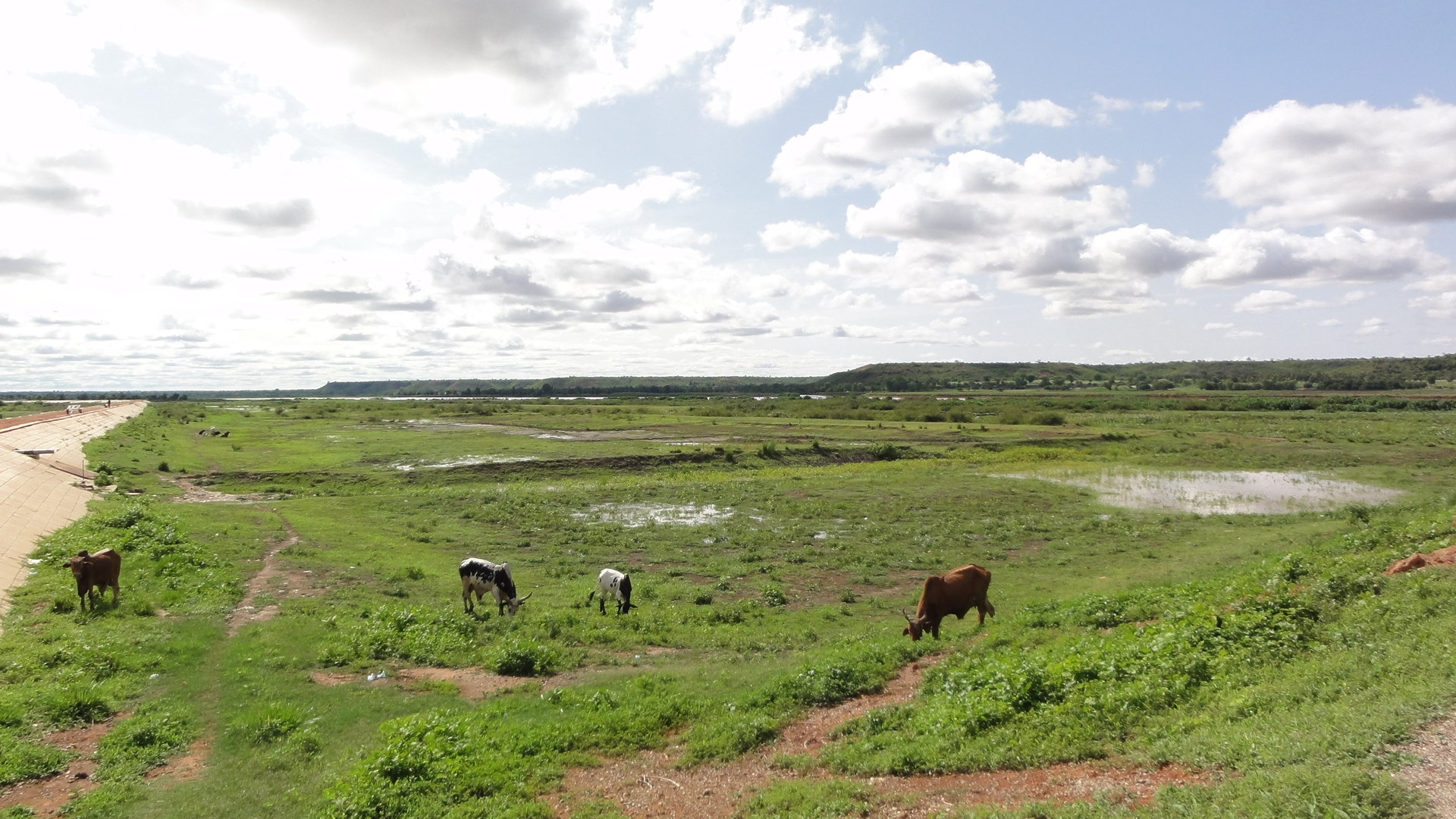
Riziculture et élevage.

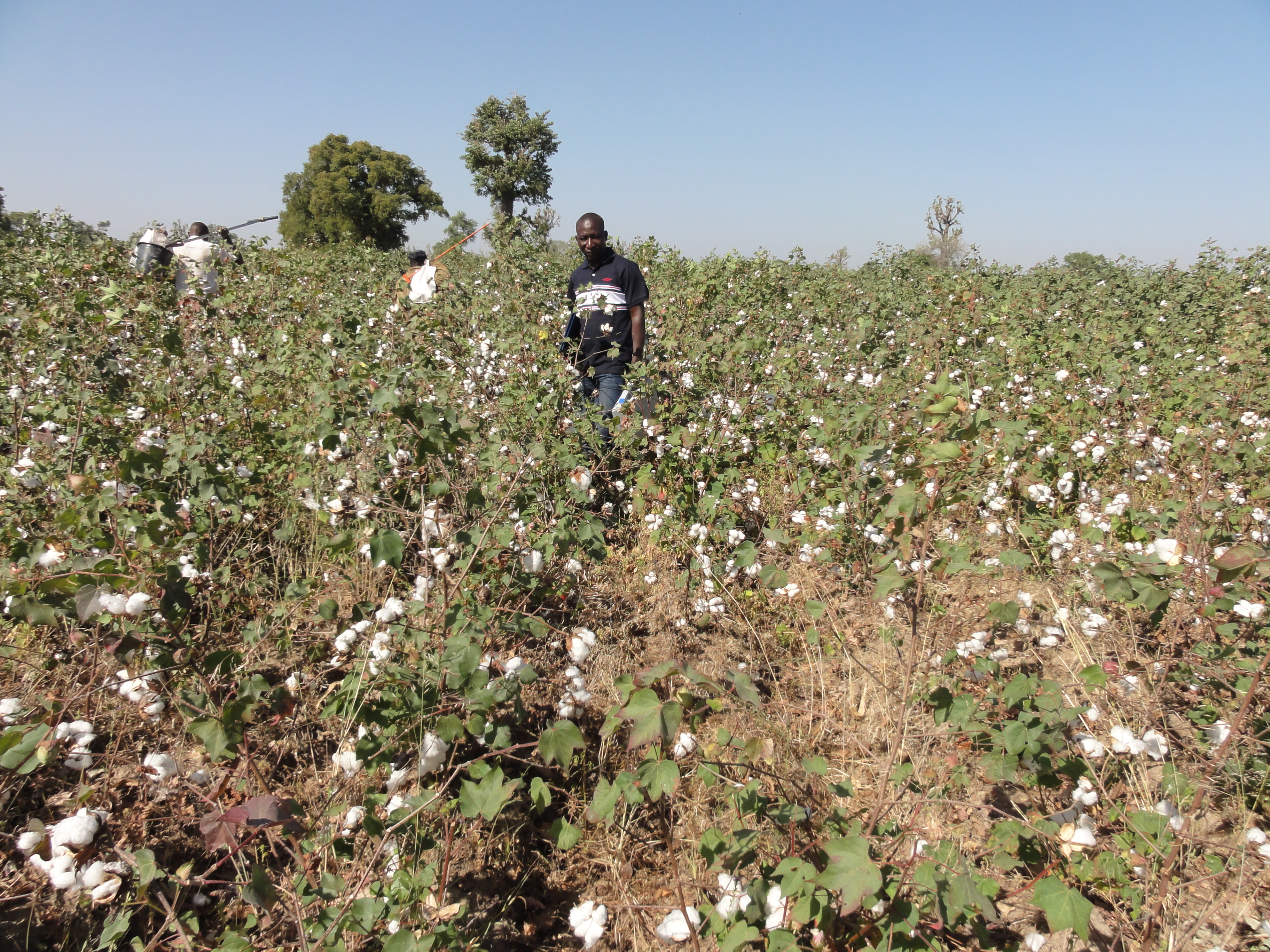
Culture du coton.

L'agriculture constitue la principale source de revenus de la commune. Outre la riziculture qui joue un rôle central, on y pratique aussi des cultures vivrières (sorgho, petit mil, maïs, niébé), des cultures maraîchères (oignon, tomate, pomme de terre, piment, gombo) et des cultures de rente (coton, arachide, oignon).

## Galerie de photos

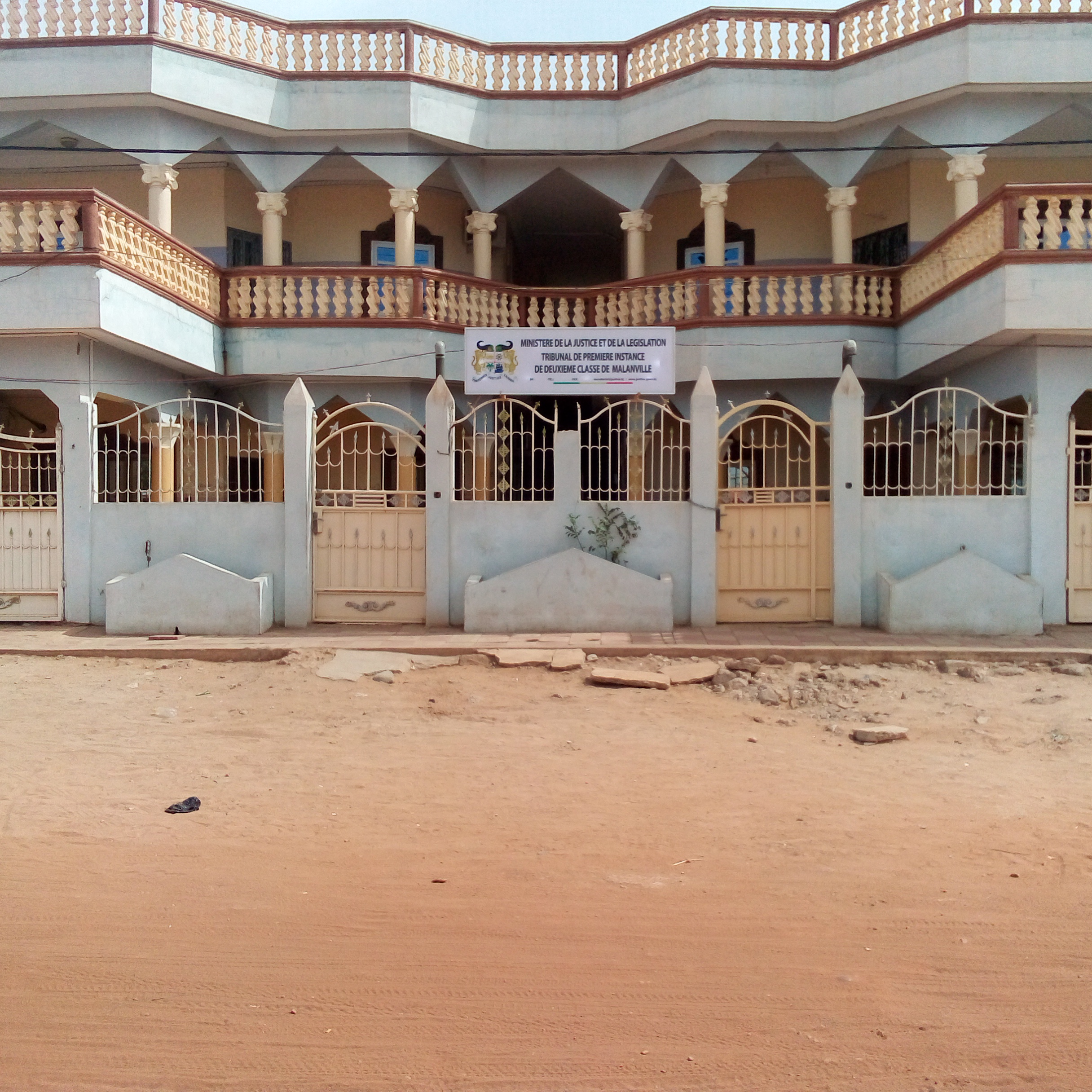
Tribunal de Malanville
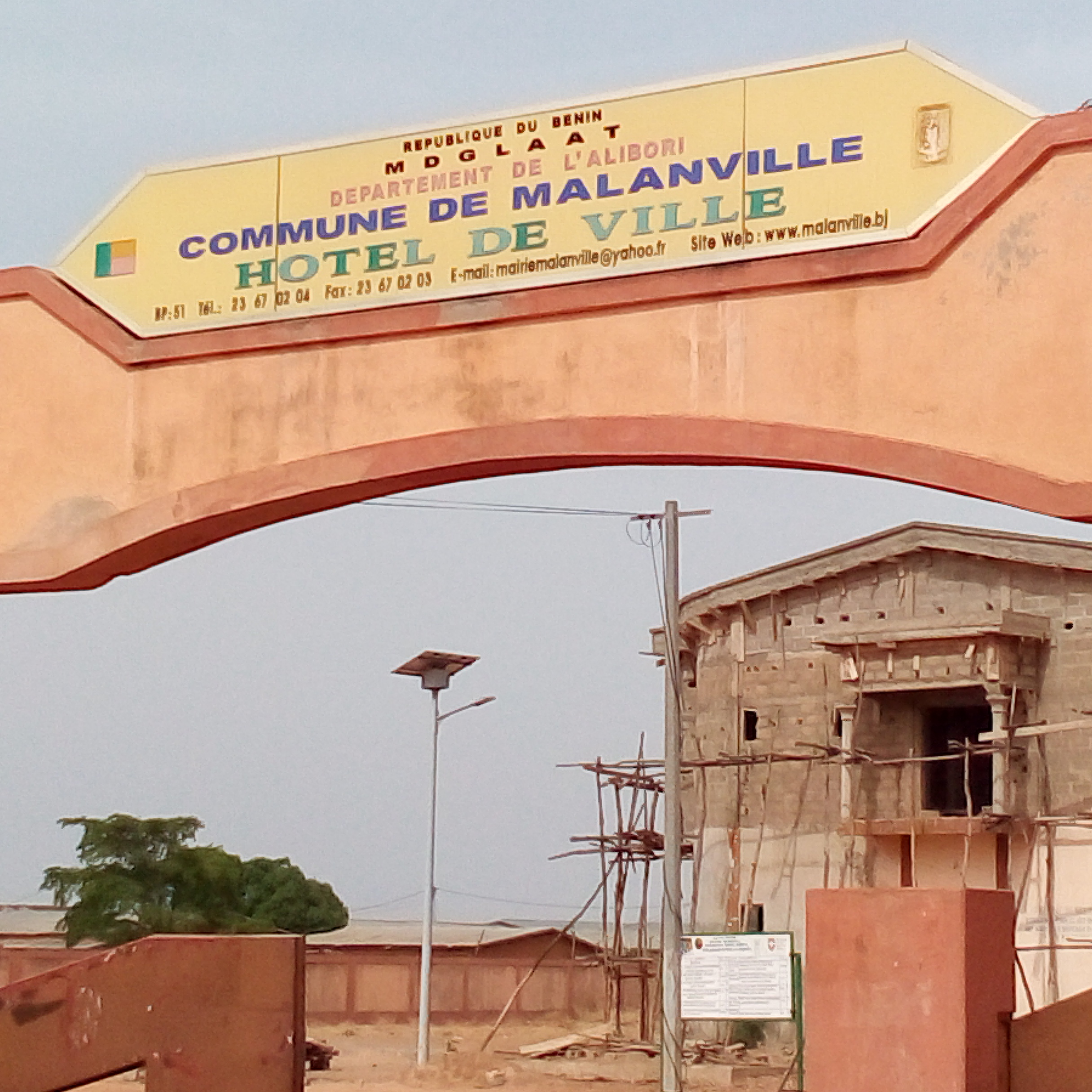
Fronton de la mairie de Malanville
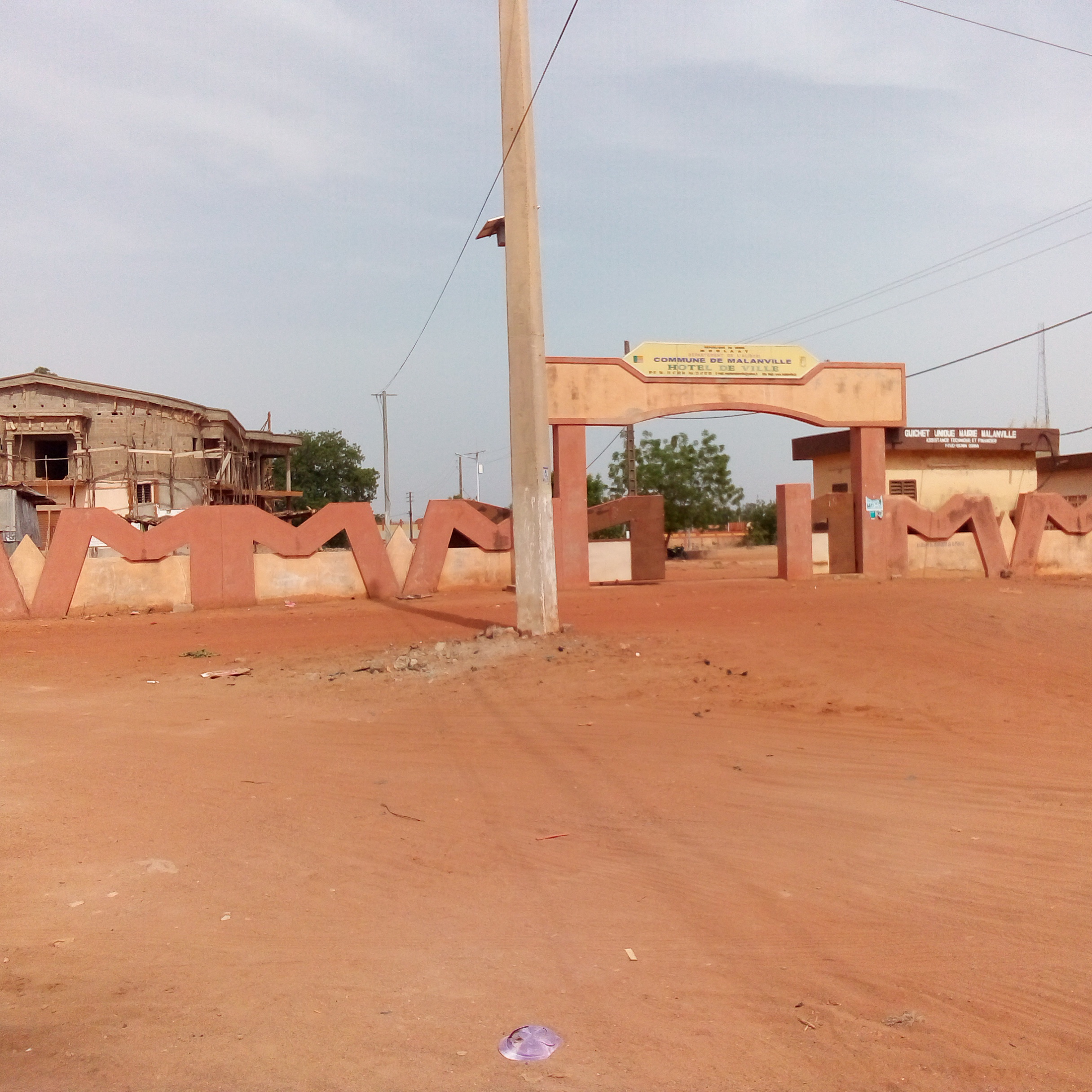
Mairie de Malanville
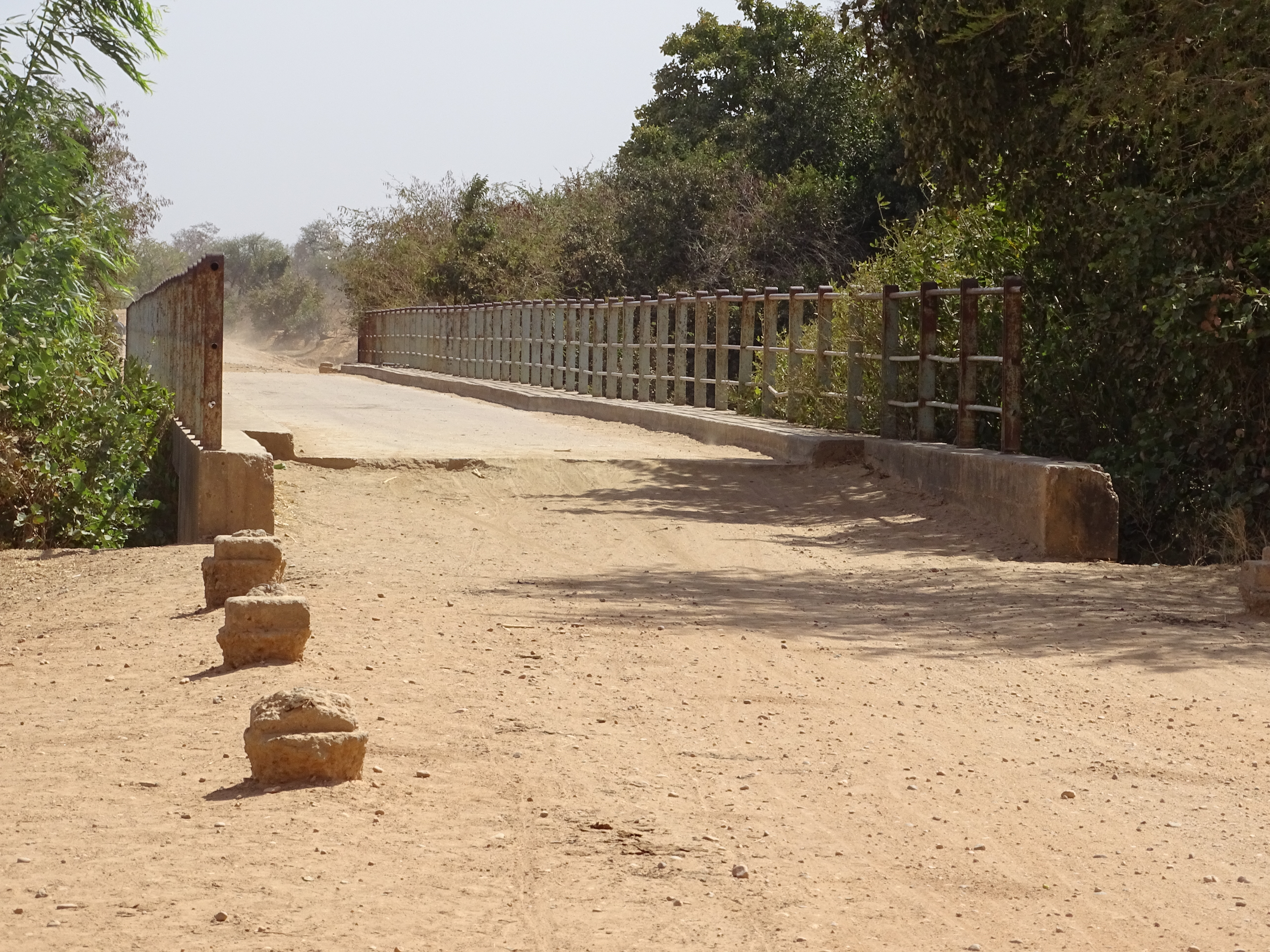
Pont Alibori entre la Commune de Malanville et Karimama
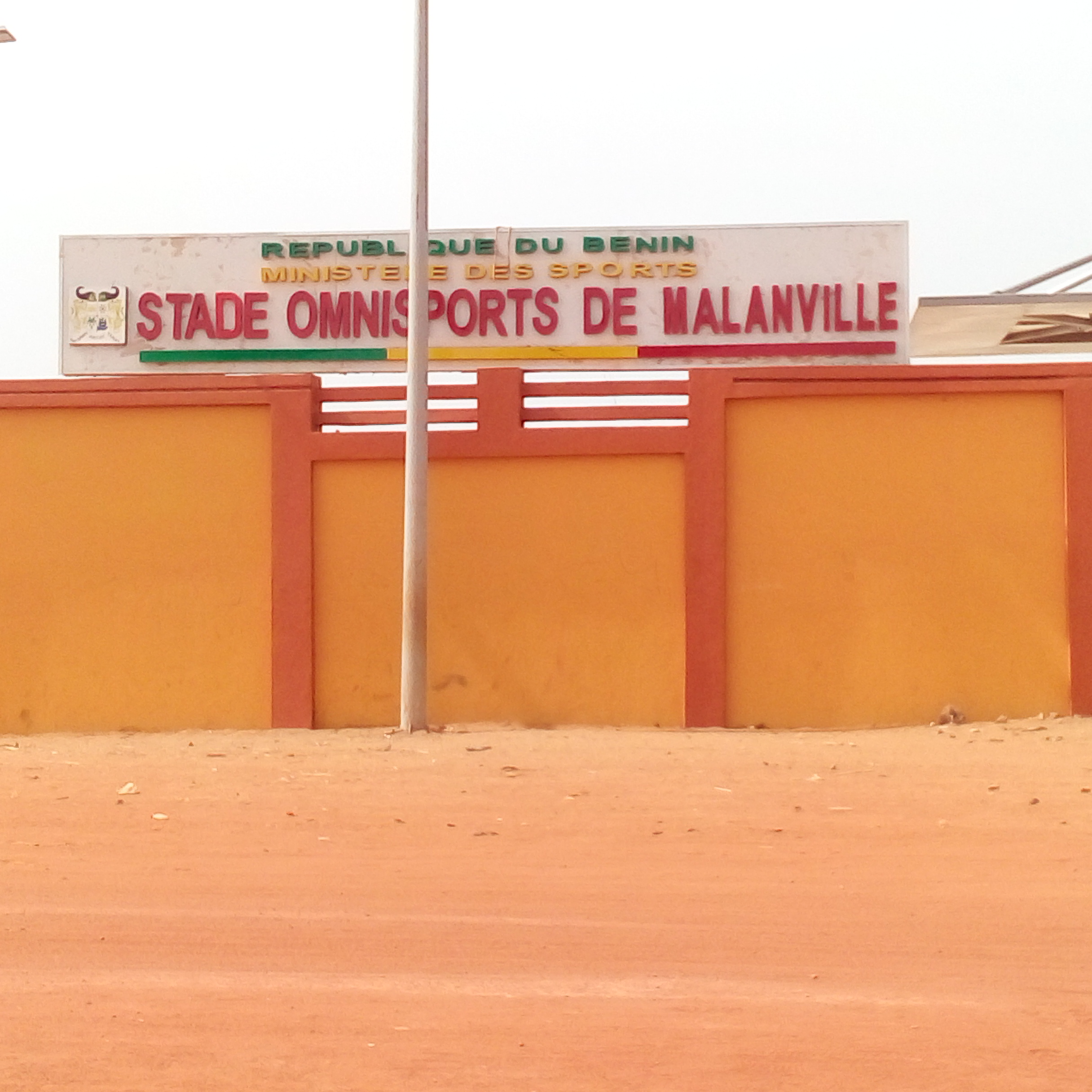
Stade omnisports de Malanville
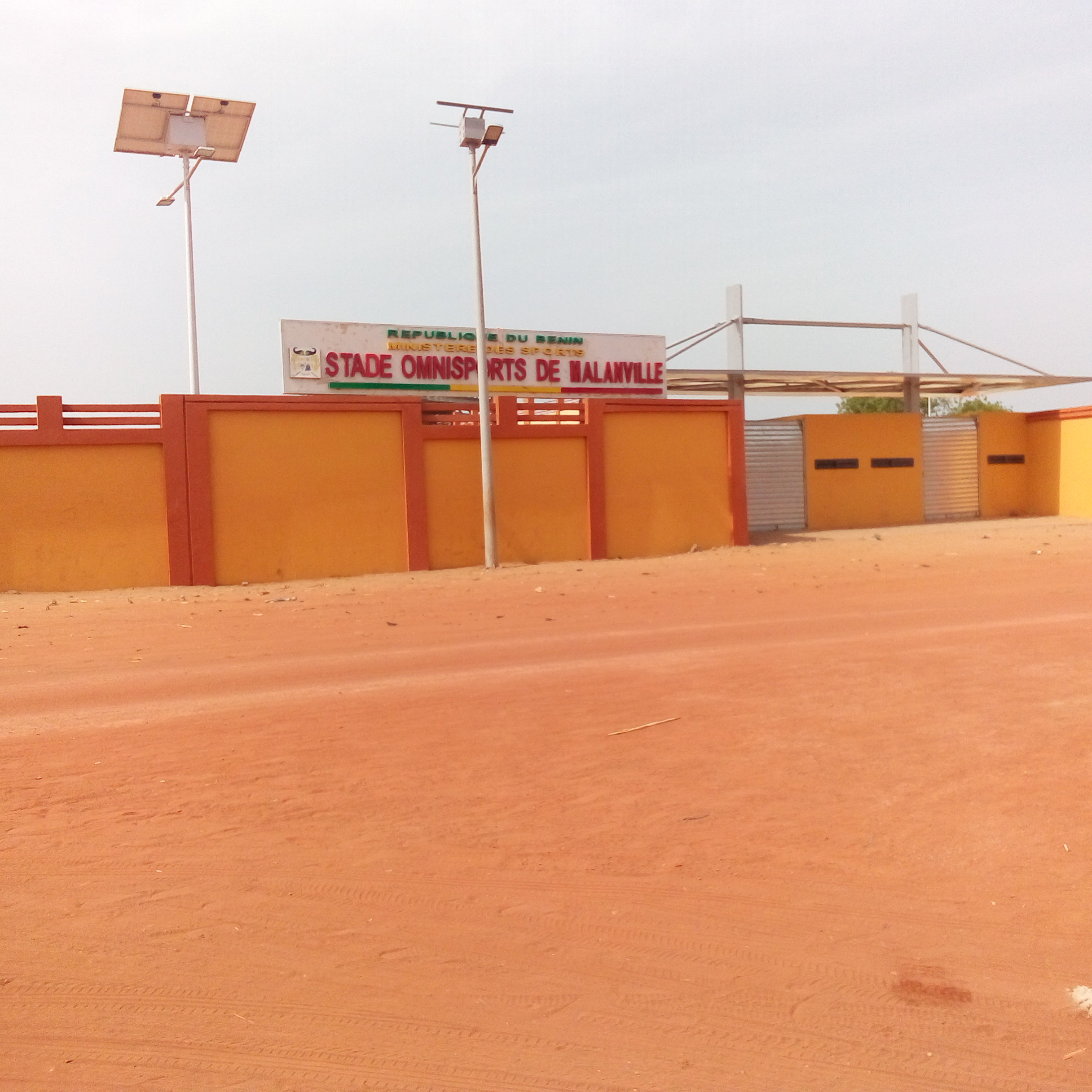
Clôture du stade omnisports de Malanville